# ヴェヌー島
ヴェヌー島（Venø）は、デンマーク、ユトランド半島の町Struerの北フィヨルドに位置する全長7.5km、最大幅1.5km、6.46km²の島である。人口は199人である(2007年)。ヴェヌー島には211家屋あり、Efterskoleには、92人の学生が在籍している。島のヴェヌー教会は、デンマーク最小の教会として有名である。
島で取れるジャガイモ、ラム肉、ステーキ肉などは美味で、ヴェヌーの宿(Kro)や海岸のキオスク、農家で直接購入することが可能。
また、北フィヨルドの独特の自然に囲まれているため、アーティストが魅了され移り住んでいる。
ヴェヌー島の町は、フェリー乗り場から約4km北にある。町には、ヴェヌー教会(デンマーク最小)、ヴェヌー･ステーキで有名なヴェヌークロ(町唯一のレストラン)、ヴェヌー島アートギャラリーVenø billedværkstedなどのアーティストの工房がある。